# Gaelové
Gaelové (irsky Na Gaeil, skotskou gaelštinou Na Gàidheil, manštinou Ny Gaeilú) je etnolingvistická skupina severozápadní Evropy definovaná především užíváním gaelských jazyků, větví keltských jazyků zahrnujících irštinu, skotskou gaelštinu a manštinu. Historicky se pro Gaely obecně používalo také označení Irové nebo Skotové, tato etnonyma však mají v současnosti posunutý význam.
Gaelský jazyk a kultura pochází z Irska odkud se prostřednictvím království Dál Riata rozšířily do západního Skotska. Ve starověku Gaelové obchodovali s Římskou říší a později se podíleli na pádu římské Británie. Ve středověku gaelská kultura počala dominovat také zbytku Skotska a ostrovu Man, gaelské osídlení existovalo také ve Walesu a Cornwallu. V 9. století se Dál Riata a Piktské království spojila do království Alba. Ve stejné době se Irsko skládalo z řady malých království, vládu nad nimi si často nárokoval irský velekrál.
Ve 12. století byla část Irska dobyta Normany a část Skotska byla normanizována během takzvané davidovské revoluce. Gaelská kultura však zůstávala silná ve zbytku Irska, na Skotské vysočině a ve skotském Galloway. Na počátku 17. století se poslední gaelská království dostala pod anglickou kontrolu. Skotský král Jakub VI. (jako anglický král Jakub I.) usiloval o podmanění Gaelů a zničení jejich kultury, v Irsku prostřednictvím kolonizace země anglickými osadníky, na Skotské vysočině prostřednictvím represivních Ionských statutů. Gaelské jazyky si svou pozici udržely pouze v irském Gaeltachtu a skotských Vnějších Hebridách.
Gaelská společnost se tradičně soustředila kolem klanu, který měl vlastní území a náčelníka voleného prostřednictví pravidel tanistry. Původně Gaelové následovali své tradiční náboženství s kultem bohů - Tuatha Dé Danann, a předků. Z tohoto období pochází také jejich hlavní svátky Samhain, Imbolc, Beltain a Lughnasa. Jejich bohatá ústní tradice byla udržována skrze vypravěče seanchaithe a od 1. století byla používáno písmo ogam. Ve 4. a 5. století začali Gaelové přijímat křesťanství, zároveň však vytvořili první evropskou středověkou literaturu v národním jazyce a v christianizované podobě zachovali svoji mytologickou a právní tradici. Gaelské kláštery se staly významnými středisky učenosti a z nich vzešla iroskotská misie, která se podílela na christianizaci velké části Evropy.